# MHC Muiderberg
MHC Muiderberg is een Nederlandse hockeyclub uit de Noord-Hollandse plaats Muiderberg.
De club werd opgericht op 10 september 1976 en beschikt over een veld midden in het Kocherbos, dat sinds 2017 eigendom is van de Stichting Hockey Kocherbos. Het eerste herenteam komt uit in de Derde klasse van de KNHB.